# Deklaracija (računarstvo)
U računarstvu, deklaracija specificira varijablinu dimenziju, identifikator, tip i ostale aspekte. Koristi se za oglašavanje postojanja varijable ili funkcije - ovo je važno u mnogim jezicima (kao što je C) koji zahtijevaju deklaraciju varijabli prije porabe. Deklaracije su općenito načinjene u datotekama zaglavlja, koje su namijenjene uključenju u druge datoteke koje referenciraju i rabe deklaracije.
Kao suprotnost, definicija definira što varijabla ili funkcija ustvari jest. Za varijable, definicije dodjeljuju bitove području memorije koje je rezervirano tijekom faze deklaracije. Za funkcije, definicije pružaju tijelo funkcije. Stoga je jasno da iako varijabla ili funkcija može biti deklarirana mnogo puta, mora biti definirana samo jednom. Također je jasno da je definicija implicitno i deklaracija.
Deklaracija se često rabi za pristup funkcijama ili varijablama definiranim u različitim izvornim datotekama, ili u bibliotekama.
Slijedi nekoliko primjera deklaracija koje nisu definicije, u jeziku C:
```
extern
 
int
 
primjer1
;

void
 
primjer2
(
void
);

```

Slijedi nekoliko primjera definicija, također u C-u:
```
int
 
primjer1
 
=
 
5
;

```

```
void
 
primjer2
(
void
)

{

 
int
 
x
 
=
 
7
;

}

```

## Vidjeti također
- Prototip funkcije

## Vanjske poveznice
- Programiranje C++‎ > ‎Deklaracija podataka   Arhivirana inačica izvorne stranice od 8. listopada 2016. (Wayback Machine) Sanda Šutalo, Darko Grundler: Osnove programiranja u jeziku C++ (objavljeno pod licencijom Creative Commons Autorska prava), stranicama pristupljeno 11. kolovoza 2016.)